# Hudson (Wyoming)
Hudson – miasto w Stanach Zjednoczonych, w stanie Wyoming, w hrabstwie Fremont.